# Valproato
O valproato (VPA; nomes comerciais: Depakote, Depakene, entre outros) e suas formas ácido valproico, valproato de sódio e valproato semissódico são medicamentos usados principalmente para o tratamento de epilepsia e transtorno bipolar e para a prevenção de enxaquecas. Eles são úteis para a prevenção de convulsões em pessoas com crises de ausência, convulsões parciais e convulsões generalizadas. Esses medicamentos podem ser administrados por via intravenosa ou oral e, na forma de comprimidos, em formulações de ação curta ou prolongada.
Os efeitos colaterais comuns do valproato incluem náuseas, vômitos, sonolência e boca seca. Os efeitos colaterais graves podem incluir insuficiência hepática; portanto, recomenda-se o monitoramento regular dos testes de função hepática. Outros riscos graves incluem pancreatite e um risco aumentado de suicídio. O valproato também pode causar anormalidades graves em bebês se for administrado durante a gravidez, e, como tal, não é normalmente recomendado para mulheres em idade fértil com enxaqueca.
O mecanismo de ação preciso do valproato não é claro, mas sugere-se que pode estar relacionado à modulação dos níveis de GABA, ao bloqueio dos canais de sódio dependentes de voltagem e à inibição das histonas desacetilases.
O valproato, um ácido graxo de cadeia curta ramificada (SCFA, em inglês) derivado do ácido valérico, foi fabricado pela primeira vez em 1881, tendo entrado em uso médico em 1962. Ele está na Lista de Medicamentos Essenciais da Organização Mundial de Saúde, além de estar disponível como medicamento genérico. Em 2018, era o 131.º medicamento mais prescrito nos Estados Unidos, com mais de 5 milhões de prescrições.

## Terminologia
O ácido valproico (VPA) é um ácido orgânico fraco, cuja base conjugada é o valproato. O sal de sódio do ácido é o valproato de sódio, e o complexo de coordenação entre os dois é conhecido como valproato semissódico.

## Usos médicos
O valproato é usado principalmente para tratar a epilepsia e o transtorno bipolar, embora também seja usado para prevenir enxaquecas.

### Epilepsia
O valproato tem um amplo espectro de atividade anticonvulsivante, embora seja usado principalmente como tratamento de primeira linha para crises tônico-clônicas, crises de ausência e crises mioclônicas; e como tratamento de segunda linha para crises parciais e espasmos infantis. Também já foi administrado com sucesso por via intravenosa para o tratamento do estado de mal epiléptico.

### Transtornos mentais

#### Transtorno bipolar
O valproato e seus derivados também são usados para tratar episódios maníacos ou mistos de transtorno bipolar.

#### Esquizofrenia
Uma revisão sistemática de 2016 comparou a eficácia do valproato como um complemento para o tratamento de pessoas com esquizofrenia. Neste estudo, constatou-se que há evidências limitadas de que a adição de valproato aos antipsicóticos pode ser eficaz para a resposta geral e também para sintomas específicos, especialmente em termos de excitação e agressão. O valproato foi associado a uma série de eventos adversos, entre os quais sedação e tontura apareceram com mais frequência do que nos grupos de controle.

#### Síndrome de desregulação da dopamina
Com base em cinco estudos de caso, o ácido valproico pode ter eficácia no controle dos sintomas da síndrome de desregulação da dopamina que surgem do tratamento da doença de Parkinson com levodopa.

### Enxaqueca
O valproato também é usado para a prevenção de enxaquecas. Como este medicamento pode ser potencialmente prejudicial ao feto, seu uso deve ser considerado apenas após os riscos terem sido discutidos.

### Usosoff-label
Em 2012, a empresa farmacêutica Abbott pagou 1,6 bilhão de dólares em multas aos governos federal e estadual dos Estados Unidos pela promoção ilegal de usos off-label de Depakote, incluindo para a sedação de residentes em lares de idosos.
Alguns estudos sugerem que o valproato pode reabrir o período crítico de aprendizado do ouvido absoluto e possivelmente outras habilidades, como a linguagem.

## Outros
O medicamento foi testado no tratamento da AIDS e do câncer, devido aos seus efeitos inibidores da histona deacetilase (HDAC).

## Farmacodinâmica
Tal como a fenitoína e a carbamazepina, o valproato bloqueia as descargas repetidas e prolongadas dos neurônios, que estão por trás de uma crise epilética. Estes efeitos devem-se, em doses terapêuticas, à diminuição da condutância dos canais de sódio voltagem-dependentes e à inibição da GABA transaminase, enzima que realiza a degradação do GABA, neurotransmissor inibitório.

## Contraindicações
Não deve ser usado por grávidas nem por lactantes, devendo ser substituído por outro anticonvulsivo. Pode inibir a cicatrização (trombocitopénia), especialmente quando acompanhado de um anti-inflamatório não esteroidal ou heparina. Não deve ser usado por pacientes com hepatotoxicidade ou distúrbio no ciclo da ureia.
Inibe o CYP2C9, a glucuronil transferase e o epóxido hidroxilase. Interage medicamentosamente com vários anticoagulantes, ansiolíticos, antidepressivos, antipsicóticos, anticonvulsivantes e com a zidovudina. Potencializa os efeitos do álcool. Nunca deve ser usado junto com amifampridina.
O uso do valproato em combinação com antidepressivos tricíclicos deve ser acompanhado de monitoramento terapêutico, pois essa combinação provoca uma tendência de aumento notável nos níveis séricos de nortriptilina e amitriptilina.

## Efeitos adversos
Com relação aos seus efeitos secundários, os agudos incluem náuseas, vómitos, dor abdominal, aumento de peso, dor na barriga e alopecia. O ácido valproico tem um alerta de caixa preta para hepatotoxicidade, pancreatite e anomalias fetais. Tremor, parkinsonismo, e mioclonia estão entre as desordens do movimento mais comumente encontradas em usuários de VPA.
O valproato é um agente teratogênico; a exposição durante a gravidez está associada a cerca de três vezes mais anormalidades graves do que de costume, principalmente espinha bífida, com os riscos relacionados à concentração da medicação usada e ao uso de mais de um medicamento. Mais raramente, pode também causar outros defeitos, incluindo a chamada "síndrome do valproato". As características da síndrome de valproato incluem características faciais como trigonocefalia, testa alta com estreitamento bifrontal, pregas epicânticas, deficiência medial das sobrancelhas, ponte nasal plana, raiz nasal larga, narinas antevertidas, filtro raso, lábio superior longo com bordas vermelhas finas, lábio inferior grosso e boca pequena voltada para baixo. Embora o atraso no desenvolvimento geralmente esteja associado a características físicas alteradas (características dismórficas), nem sempre esse é o caso.